# 圣欧贝尔
圣欧贝尔（法語：Saint-Aubert）是法国北部-加来海峡大区诺尔省的一个市镇，属于康布雷区卡尼耶尔县。该市镇2009年时的人口为1,570人。

## 人口
圣欧贝尔人口变化图示
| 数据来源：INSEE |